# هينريتش هانيبال
هينريتش هانيبال (بالألمانية: Heinrich Hannibal)‏ هو عسكري ألماني، ولد في 19 نوفمبر 1889 في Söllingen ‏ في ألمانيا، وتوفي في 9 مايو 1971 في هامبورغ في ألمانيا.